# ديفيس كليفلاند
ديفيس كليفلاند (بالإنجليزية: Davis Cleveland)‏ هو ممثل أمريكي، ولد في 5 فبراير 2002 بهيوستن في الولايات المتحدة.

## أعمال

### مسلسلات
- ربات بيوت يائسات
- زيك ولوثر[4]
- شبح هامس
- عقول إجرامية
- هانا مونتانا

## وصلات خارجية
- ديفيس كليفلاند على موقع IMDb (الإنجليزية)
- ديفيس كليفلاند على موقع روتن توميتوز (الإنجليزية)
- ديفيس كليفلاند على موقع ألو سيني (الفرنسية)
- ديفيس كليفلاند على موقع أول موفي (الإنجليزية)
- ديفيس كليفلاند على موقع قاعدة بيانات الفيلم (الإنجليزية)
- ديفيس كليفلاند على موقع كينوبويسك (الروسية)